# Bel-ibni
Bel-ibni regierte von 703 bis 700 v. Chr. als babylonischer König. Sanherib setzte ihn in seinem zweiten Regierungsjahr ein, nachdem er Marduk-apla-iddina II. nach mehreren militärischen Auseinandersetzungen aus Babylonien vertrieb.
Das erste offizielle Regierungsjahr von Bel-ibni, das mit dem Monat Nisannu des Jahres 702 v. Chr. begann, deckt sich mit dem dritten Regierungsjahr des Sanherib. Nachdem Bel-ibni in seinem dritten Regierungsjahr versuchte, sich von der Oberherrschaft Sanheribs loszusagen, schickte der Assyrerkönig sein Heer im Jahr 700 v. Chr. nach Akkad. Bel-ibni verlor die Schlacht und wurde von Sanherib nach Assyrien gebracht und anschließend wahrscheinlich hingerichtet.